# Haralambie Ivanov
Haralambie Ivanov (ur. 23 lutego 1941 w Crișan, zm. 22 sierpnia 2004 tamże) – rumuński kajakarz. Srebrny medalista olimpijski z Meksyku.
Zawody w 1968 były jego drugimi igrzyskami olimpijskimi, debiutował w 1964. Był drugi na dystansie 1000 metrów w kajakowej czwórce. Rumuńską osadę tworzyli ponadto Anton Calenic, Dimitrie Ivanov i Mihai Țurcaș. Na mistrzostwach świata zdobył sześć medali, w tym cztery złote i jeden srebrny oraz brązowy.